# SNO
Детектор SNO (от англ. Sudbury Neutrino Observatory) — нейтринная обсерватория в Садбери (Канада), расположенная на глубине 2 км под землей в шахте Крейгтон. Детектор был предназначен для поиска солнечных нейтрино. Детектор был включен в мае 1999 года и был отключен в ноябре 2006. В настоящее время (2012 год) происходит переоборудование для использования в эксперименте SNO+. Принцип действия SNO основан на измерении черенковского излучения, которое является результатом взаимодействия солнечных нейтрино с тяжелой водой в детекторе.

## Цели
Первые эксперименты по измерению солнечных нейтрино, проводившиеся в 1960-х годах, и все последующие эксперименты, до SNO, наблюдали лишь треть от теоретически предсказанного потока нейтрино, вычисленного в рамках стандартной солнечной модели. Такое расхождение получило название «проблема солнечных нейтрино». Одним из выдвигаемых предположений была гипотеза нейтринных осцилляций, то есть превращение части излучаемых Солнцем электронных нейтрино при движении к Земле в другие типы (мюонные и тау-нейтрино). Сегодня это явление считают доказанным и общепринятым.
Цель построения SNO заключалась в возможности регистрации всех типов нейтрино, так как все предыдущие эксперименты были нацелены исключительно на поиск и измерение электронных нейтрино — основного типа нейтрино, образующихся на Солнце.
В 1984 году Герб Чен из университета Калифорнии в Ирвине впервые указал на возможность использование тяжёлой воды для регистрации как полного потока нейтрино, так и электронных нейтрино отдельно. Шахта Крейгтон в Садбери, являющаяся одной из самых глубоких в мире, была выбрана как идеальное место для проведения эксперимента из-за низкого радиационного фона.

## Описание
Детектор SNO состоит из 1000 тонн тяжелой воды {\displaystyle D_{2}O}, содержащейся в акриловой сфере с толщиной 5,5 см и диаметром 12 метров. Сфера окружена 9600 фотоэлектронными умножителями, которые покрывают 64 % площади сферы. Снаружи детектор заполнен чистой водой, для защиты от результатов распада урана и тория, находящихся в горной породе.
SNO измеряет нейтрино, рождённый в результате одной из происходящих на Солнце реакций:
```
   

  

    

      

        
p

        
+

        

          

            

            

              
7

            

          

          
B

          
e

        

        
→

        

          

            

            

              
8

            

          

          
B

        

        
+

        
γ

      

    

    
{\displaystyle p+{^{7}Be}\rightarrow {^{8}B}+\gamma }

  

  
   

  

    

      

        

          

          

            
8

          

        

        
B

        
→

        

          

            

            

              
4

            

          

          

            
H

            
e

          

        

        
+

        

          

            

            

              
4

            

          

          

            
H

            
e

          

        

        
+

        

          
e

          

            
+

          

        

        
+

        

          
ν

          

            
e

          

        

      

    

    
{\displaystyle ^{8}B\rightarrow {^{4}{He}}+{^{4}{He}}+e_{+}+\nu _{e}}

  

```

Результатом реакции являются высокоэнергетические электронные нейтрино {\displaystyle \nu _{e}} (~14.1 МэВ). Количество нейтрино, образующихся в этой реакции составляет ~0.01-0.02 % от общего числа, рождаемых на Солнце.
Нейтрино, достигшие детектора SNO, могут провзаимодействовать с тяжелой водой, находящей в нем, тремя различными способами:
- {\displaystyle \nu _{e}+d\rightarrow p+p+e_{-}} (Charged Current)

- {\displaystyle \nu _{x}+e_{-}\rightarrow \nu _{x}+e_{-}} (Electron Scattering)

- {\displaystyle \nu _{x}+d\rightarrow p+n+\nu _{x}} (Neutral Current)

При этом {\displaystyle \nu _{x}} — здесь подразумевается нейтрино любого типа (мюонные, электронные или тау-нейтрино).